# .458 WM
La .458 WM, ou 458 Winchester Magnum est une munition de grande chasse d'origine américaine introduite en 1956 par Winchester. Elle fut à ses débuts proposée avec la Winchester modèle 70 « african ». 

## Balistique
La douille du 458 WM est basée sur celle du .375 Holland & Holland Magnum. Capable de tirer des balles lourdes, avec un poids de projectile allant jusqu'à 510 grains (33 grammes), le .458 WM reste une référence pour la chasse des gibiers dangereux en Afrique. 
La vitesse du projectile et sa trajectoire le rendent plus efficace à moyenne portée. La portée pratique maximale du .458 WM à la chasse est relativement limitée, on la situe volontiers aux environs de 100 m, sachant toutefois que ses gibiers de prédilection se tirent généralement à courte distance. 
Jugeant la .458 WM trop peu puissante après une mésaventure au Mozambique impliquant un buffle du Cap, Jack Lott, chasseur professionnel, conçut une version « survitaminée » de la .458 WM : la .458 Lott. 
L'évolution des poudres et projectiles disponibles depuis la création du .458 WM permet aujourd'hui une amélioration sensible des performances de ce calibre qui reste par ailleurs doté d'une densité de section non négligeable.

## Apparitions
En 1971, dans le film L'inspecteur Harry, Harry Callahan utilise un fusil de ce calibre pour tenter d'arrêter Scorpio.